# United Spirits
United Spirits est une entreprise de spiritueux indienne.

## Histoire
En mai 2014, à la suite de l'acquisition de United Spirits par Diageo, ce dernier est contraint de vendre une partie des activités de United Spirits dans le whisky conformément au souhait de l'autorité de la concurrence britannique. Whyte and Mackay est alors vendu pour 430 millions de livres soit l'équivalent de 729 millions de dollars à l'entreprise philippine Emperador.

## Marques

### Whisky

#### Scotch whisky
- Black Dog Reserve Scotch Whisky (28 years old)
- Black Dog Deluxe Scotch Whisky (121 years old)
- Black Dog Centenary Scotch Whisky (822 years old)
- Dalmore
- Whyte and Mackay
- Jura

#### Indian whisky
- Antiquity Rare
- Antiquity Blue
- Bagpiper Whisky
- Bagpiper Gold
- Director’s Special
- Gold Riband
- Haywards
- Kannai Nelson
- McDowell’s Green Label
- McDowell's No.1
- McDowell's No.1 Platinum
- Old Tavern
- Royal Challenge
- Signature
- Signature Premier

### Brandy
- Honey Bee
- John Exshaw
- Mr Shah Brandy

### Liqueur
- Glavya

### Gin
- Blue Ribbon

### Vodka
- Romanov (vodka) (en)
- White Mischief
- Pinky
- Vladivar vodka